# Cantó de Savinhac de las Gleisas

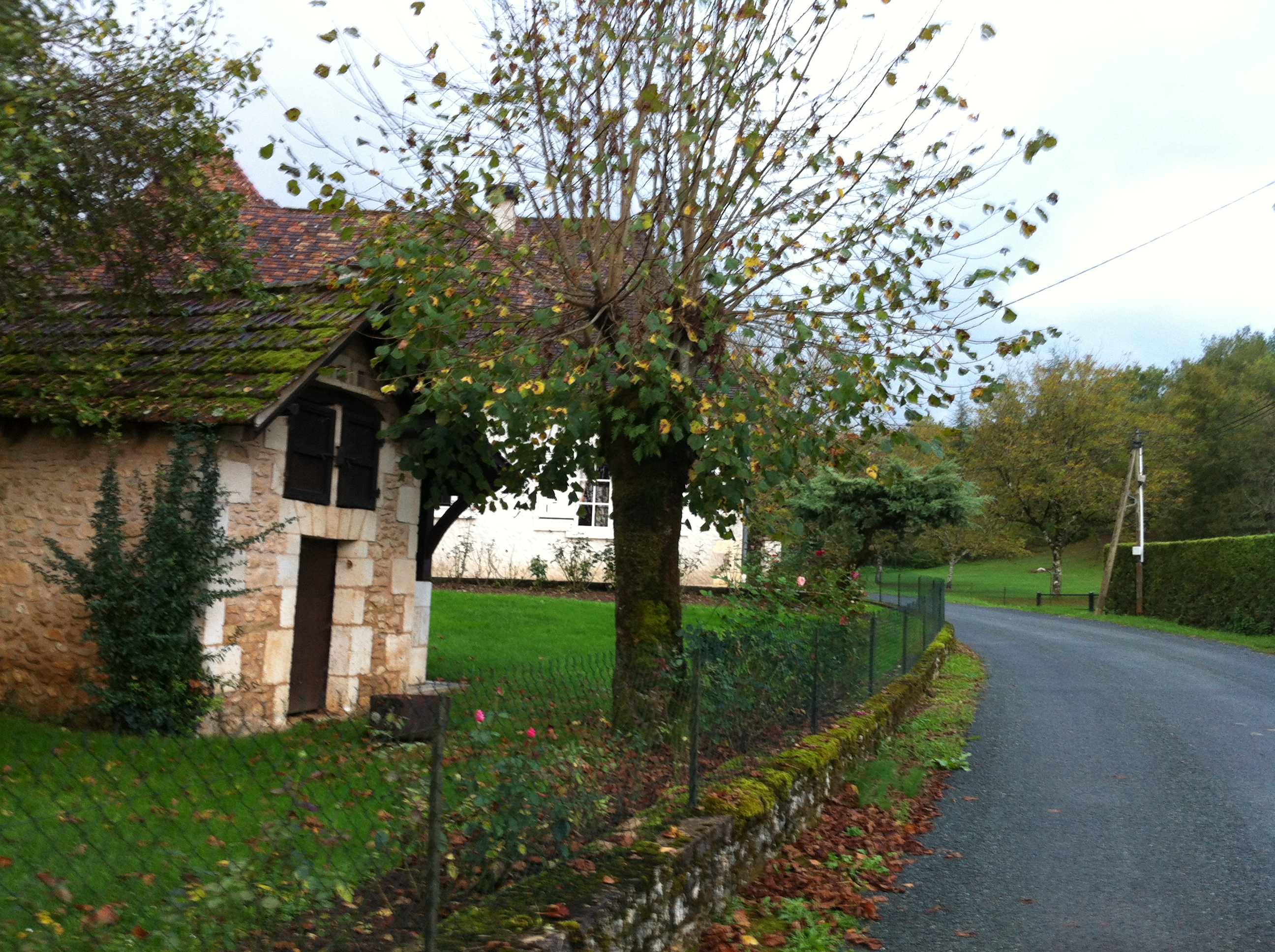
Vista de Savinhac d'Eila.

El cantó de Savinhac de las Gleisas és un cantó francès del departament de la Dordonya, situat al districte de Perigús. Té 14 municipis i el cap és Savinhac de las Gleisas.

## Municipis
- Antona e Trigonant
- Lo Chamnhe
- Cornilha
- Colòures
- Cujac
- Escoira
- Ligüers
- Maiac
- Negrondes
- Sent Pantali d'Ans
- Sent Vincenç d'Eila
- Sarlhac d'Eila
- Savinhac de las Gleisas
- Sòrges

## Història
| Data d'elecció                           | Identitat           | Partit        | Qualitat |
| ---------------------------------------- | ------------------- | ------------- | -------- |
| 1979-1992                                | Ginette Rebière     | PS            |          |
| 1992-1998                                | Georges Delbigot    | Divers droite |          |
| 1998-                                    | Jean-Claude Pinault | PCF           |          |
| les dades anteriors no són pas conegudes |                     |               |          |
|                                          |                     |               |          |

## Demografia
| 1962  | 1968  | 1975  | 1982  | 1990  | 1999  | 2006  |
| ----- | ----- | ----- | ----- | ----- | ----- | ----- |
| 6.600 | 6.455 | 6.679 | 7.157 | 8.083 | 8.362 | 9.128 |